# Jean Derome

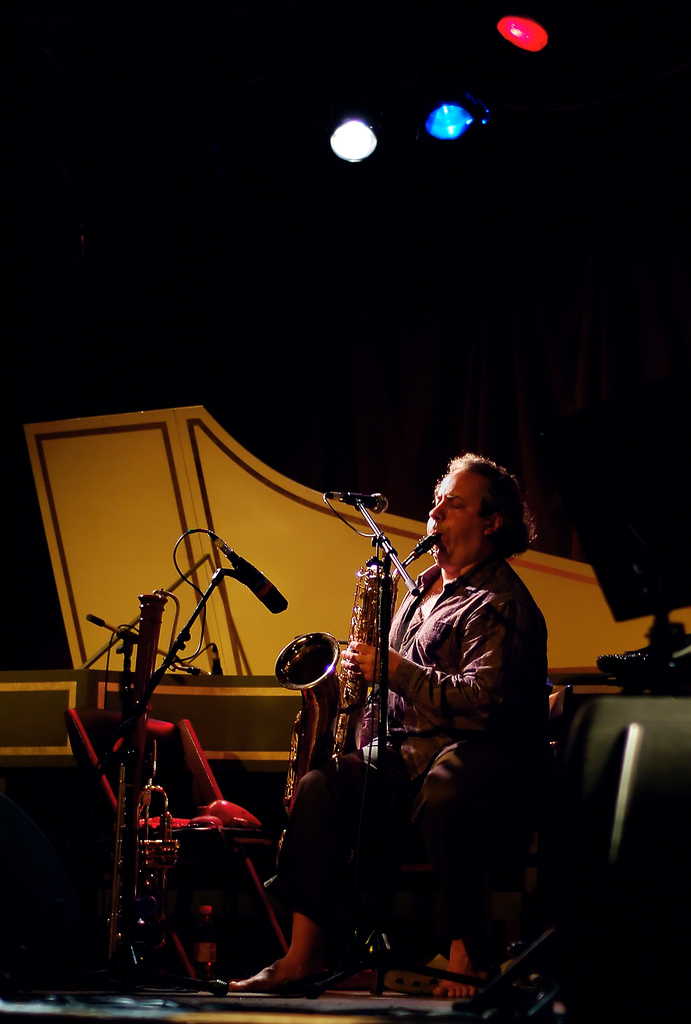
Jean Derome (2007)

Jean Derome (* 29. Juni 1955 in Montreal) ist ein kanadischer Musiker (Saxophon, Flöte, Gesang) und Komponist  im Bereich des Free Jazz und der improvisierten Musik.

## Leben
Derome studierte von 1972 bis 1975 an der St-Laurent Cegep bei Michel Perrault Musiktheorie, um dann bis 1979 auf dem Konservatorium Quebecs bei Jean-Paul Major Flöte zu studieren. In diese Zeit fallen die Aktivitäten seiner ersten wichtigen Gruppe, der Montrealer Avantgarde-Band Nébu mit Pianist Pierre St-Jacques und Bassist Claude Simard, die auch 1977 auf dem französischen Châteauvallon-Festival spielte und 1978 ein erstes Album für Cadence aufnahm. Zwischen 1978 und 1985 gehörte er auch zum Ensemble de Musique Improvisée de Montréal und einigen Gruppen, die Musiker aus dieser Vereinigung bildeten. Anfang der 1980er Jahre war er Mitbegründer des Plattenlabels Ambiances Magnétiques. Seit 1983 wendete er sich auch dem Altsaxophon zu. Er arbeitete im Duo mit Pierre Cartier, Robert M. Lepage und seit 1984 mit René Lussier, mit dem er auch in den Vereinigten Staaten und in Europa auftrat. Auch mit Fred Friths Keep the Dog tourte er durch Europa. Daneben arbeitete er u. a. mit Han Bennink, Lori Freedman, Lars Hollmer, Marilyn Lerner, Karen Young, François Bourassa, Louis Sclavis und Ron Samworth.
In Kanada ist Derome seit 1983 auch als Komponist für Filmmusiken und für Theater- und Tanz-Produktionen bekannt; er entwickelte auch Choreographien. 1992 erhielt er den Freddie Stone Award.

## Diskographische Hinweise

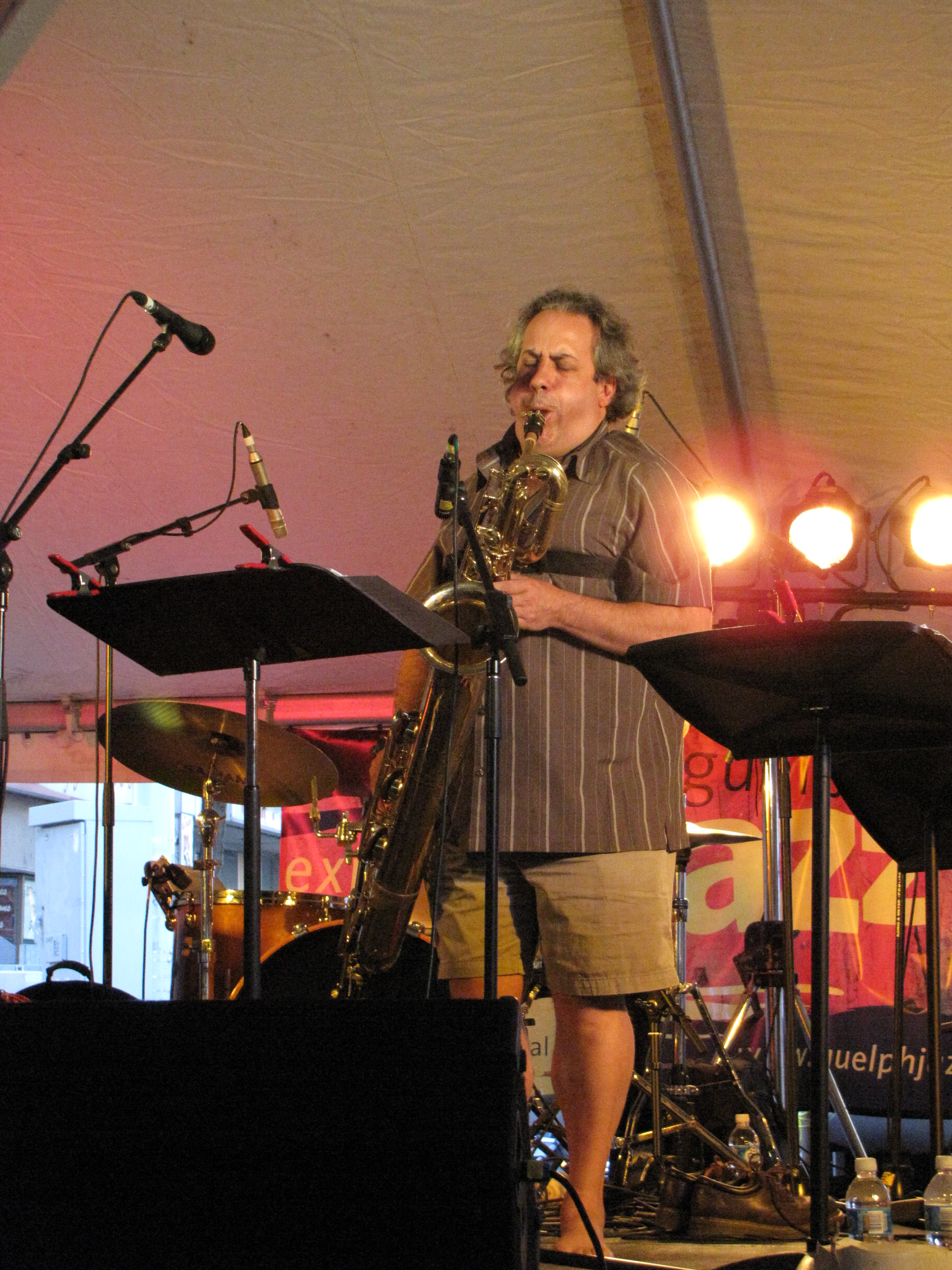
Derome beim Guelph Jazz Festival 2009

- Jean Derome/René Lussier Soyez Vigilants, Restez Vivants! Vol. 1 (Ambiances Magnétiques, 1986)
- Jean Derome/René Lussier Vol. 2 – Le Retour Des Granules / The Return Of The Kernels (Ambiances Magnétiques, 1987)
- Jean Derome, Pierre Tanguay Plinc! Plonc! (Ambiances Magnétiques, 2001)
- Jean Derome – John Heward – Tristan Honsinger Adventures in the Looking-Glass (CIMP, 2002)
- Fred Frith, Jean Derome, Pierre Tanguay, Myles Boisen: All Is Bright, But It Is Not Day (Ambiances Magnétiques, 2002)
- Résistances (2017)

## Filmografie (Auswahl)
- 1989: Paul Strand, Photograph (Strand, Under the Dark Cloth)
- 1989: Drei Äpfel am Rande des Traumes (Trois pommes à côté du sommeil)
- 1997: L’âge de braise